# Phaeocandelabrum callisporum
Phaeocandelabrum callisporum är en svampart som beskrevs av Gusmão, A.C. Cruz & R.F. Castañeda 2009. Phaeocandelabrum callisporum ingår i släktet Phaeocandelabrum, divisionen sporsäcksvampar och riket svampar.   Inga underarter finns listade i Catalogue of Life.